# المنسى
بلدية المنسى أو المَنْصَف (بالإسبانية: Almansa) هي بلدية تقع في مقاطعة البسيط التابعة لمنطقة قشتالة والمنشف وسط إسبانيا. من أبرز معالمها قلعة المنسى. شَهدت المَدينة مَعْرَكة المَنسٌى واحدة من أهم مَعارك حرب الخلافة الاسبانية.

## الديموغرافيا
بلغ عدد سكان بلدية المنسى 25.432 نسمة عام 2011 (وفقاً للمعهد الوطني الإسباني للإحصاء).
| 23.507 | 23.610 | 24.210 | 24.974 | 25.272 | 25.727 | 25.432 |

## توأمة
للمنسى اتفاقيات توأمة مع كل من:
- سكانديانو
- سان ميدار أون جال
- ليمينغتون [الإنجليزية]‏
- الكويرة

## أعلام
- خافيير هيرنانديز غارسيا
- أليثيا خيمينث بارتليت
- كارلوس كالديرون لوبيز
- إرمينيو ألمندروس
- خورخي ترواتيرو